# Ива удская
И́ва удская (лат. Salix udensis) — вид цветковых растений из рода Ива (Salix) семейства Ивовые (Salicaceae).

## Распространение и экология
В природе ареал вида охватывает Якутию, Дальний Восток России, северо-восточные районы Китая и Японию.
Произрастает по берегам рек.
По данным Любови Васильевой и Леонида Любарского древесина поражается трутовиком серно-жёлтым (Laetiporus sulphureus).

## Ботаническое описание
Высокий кустарник с прямо отклонёнными ветвями; молодые веточки шелковистые, взрослые — голые, бурые.
Почки мелкие, яйцевидные, туповатые, светло-бурые, прижатые, голые. Прилистники очень мелкие, линейные, быстро опадающие. Распускающиеся листья снизу шелковистые, сверху рассеянно-ресничатые, завёрнутые верхней стороной книзу. Молодые листья продолговатые, к основанию длинно-суженные, на верхушке, чаще, коротко-остроконечные, реже притуплённые, длиной до 2,5—4 см, шириной до 1 см, по краю остро-пильчатые или острые, с обеих сторон зелёные, голые. Взрослые — не известны. Черешки длиной 2—4 мм, тонкие.
Серёжки развиваются почти одновременно с листьями, почти сидячие, в основании с двумя опадающими, мелкими листочками, цилиндрические, длиной до 3 см, диаметром 0,7—0,8 см, вначале негустые, впоследствии с плотно сидящими вздувшимися плодниками. Прицветные чешуйки длиной до 2 мм, яйцевидно-ланцетные, приострённые, наверху тёмно-бурые, волосистые. Завязь длиной около 2 мм, на верхушке тупая, зеленоватая или буроватая; столбик цельный, длиной около 1 мм; рыльца двураздельные, длиной до 0,7 мм, с линейными расходящимися лопастями, жёлтые.

## Значение и применение
Пыльценосное растение. В период массового цветения доля ивовых обножек ивы удской и ивы красивой в условиях Камчатки составляет в среднем от 10 до 20 %, в отдельных пчелиных семьях может достигать 40 %. При определённых погодных условиях выделяет много нектара. В 2009 зафиксирован случай сбора одной сильной семьёй 28 кг ивового мёда.
Листья хорошо поедаются северным оленем (Rangifer tarandus). Представляет интерес как материал для заготовки веточного корма для оленей и других сельскохозяйственных животных.

## Таксономия
Вид Ива удская входит в род Ива (Salix) семейства Ивовые (Salicaceae) порядка Мальпигиецветные (Malpighiales).
|  |                                      |  |                                                             |                                                             |                  |  | ещё 36 семейств (согласно Системе APG II) | ещё 36 семейств (согласно Системе APG II) |                    |  |  |  | ещё более 500 видов |
|  |                                      |  |                                                             |                                                             |                  |  | ещё 36 семейств (согласно Системе APG II) | ещё 36 семейств (согласно Системе APG II) |                    |  |  |  | ещё более 500 видов |
|  |                                      |  |                                                             | порядок Мальпигиецветные                                    |                  |  |                                           |                                           | род Ива            |  |  |  |                     |
|  |                                      |  |                                                             | порядок Мальпигиецветные                                    |                  |  |                                           |                                           | род Ива            |  |  |  |                     |
|  | отдел Цветковые, или Покрытосеменные |  |                                                             |                                                             | семейство Ивовые |  |                                           |                                           | вид Ива удская     |  |  |  |                     |
|  | отдел Цветковые, или Покрытосеменные |  |                                                             |                                                             | семейство Ивовые |  |                                           |                                           |                    |  |  |  |                     |
|  |                                      |  | ещё 44 порядка цветковых растений (согласно Системе APG II) | ещё 44 порядка цветковых растений (согласно Системе APG II) |                  |  |                                           | ещё около 57 родов                        | ещё около 57 родов |  |  |  |                     |
|  |                                      |  |                                                             | ещё 44 порядка цветковых растений (согласно Системе APG II) |                  |  |                                           |                                           | ещё около 57 родов |  |  |  |                     |